# Улица Академика Крылова (Санкт-Петербург)

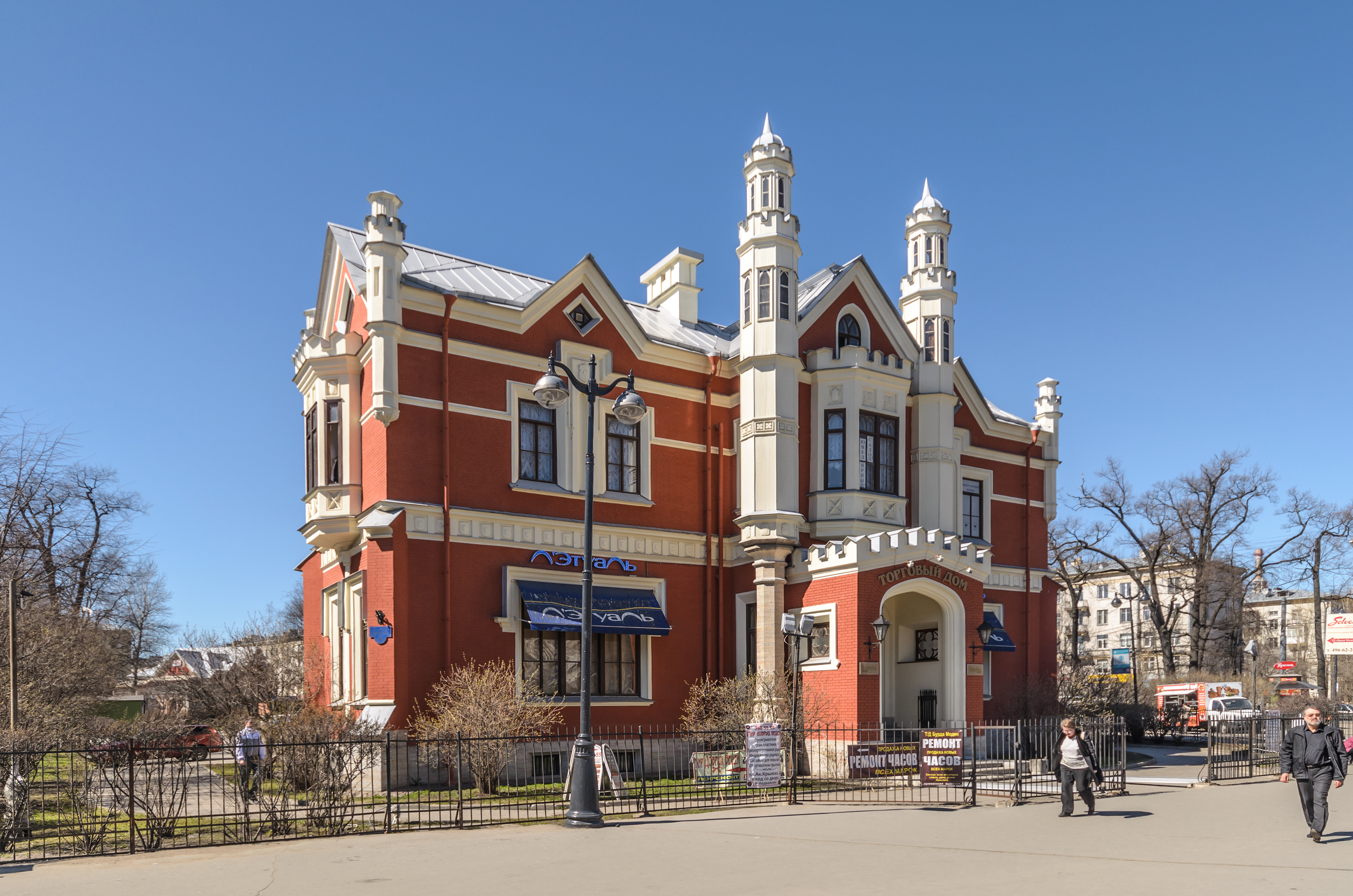
Дача Салтыковой

Улица Акаде́мика Крыло́ва — улица в Санкт-Петербурге, проходящая от Ушаковской набережной до набережной Чёрной речки. С западной стороны к улице примыкает старый парк у «дачи Салтыковых», с восточной — монументальное здание Военно-Морской академии.

## История
В середине XIX века магистраль называлась Чернореченским проспектом, по проходящей рядом Чёрной речке.
С 1860 года она носила название Строгановская (Строгоновская) улица — это название было связано с находившейся вблизи усадьбой графа Строганова.
15 декабря 1952 года улица получила своё современное наименование в честь русского и советского кораблестроителя А. Н. Крылова.
В 1997—2000 годах на перекрёстке улицы и Ушаковской набережной была построена транспортная развязка. Тогда же был построен подземный пешеходный переход к станции метро «Чёрная речка».

## Пересечения
- Ушаковская набережная / Приморский проспект
- набережная Чёрной речки

## Транспорт
На улице расположена остановка троллейбуса (в оба направления) и автобуса (в одном направлении) «Станция метро „Чёрная речка“», которую обслуживают троллейбусный маршрут № 34; автобусные маршруты № 1, 25, 46, 76, 211, 211Э, 227.
Также, с 1870-х годов по 1917 год по улице проходила линия конки, а с 1933 года — трамвая.

## Примечательные здания и сооружения
- Дом 1 — Военно-морская академия им. Н. Г. Кузнецова.
- Дом 2 — наземный павильон станции метро «Чёрная речка».
- Дом 4 — «Дача Салтыковой», 1837—1840 гг., арх-р П. С. Садовников, 1843—1847 гг., арх. Г. Э. Боссе.  781520357510005